# Trung Nam
Trung Nam là một xã thuộc huyện Vĩnh Linh, tỉnh Quảng Trị, Việt Nam.
Tên của xã được ghép từ tên của hai xã cũ là Vĩnh Trung và Vĩnh Nam.

## Địa lý
Xã Trung Nam nằm ở phía đông huyện Vĩnh Linh, có vị trí địa lý:
- Phía đông giáp xã Kim Thạch
- Phía tây giáp thị trấn Hồ Xá
- Phía nam giáp xã Hiền Thành và xã Vĩnh Hòa
- Phía bắc giáp xã Vĩnh Thái và xã Vĩnh Tú.

Xã Trung Nam có diện tích 23,05 km², dân số năm 2018 là 5.752 người, mật độ dân số đạt 250 người/km².

## Hành chính
Xã Trung Nam được chia thành 6 thôn: Huỳnh Công Đông, Thủy Trung, Mỹ Hội, Nam Phú, Nam Hùng, Nam Cường.

## Lịch sử
Địa bàn xã Trung Nam hiện nay trước đây vốn là hai xã Vĩnh Trung và Vĩnh Nam thuộc huyện Vĩnh Linh.
Ngày 13 tháng 6 năm 1986, Hội đồng Bộ trưởng ban hành Quyết định số 72-HĐBT. Theo đó, sáp nhập đội 5, đội 6 của thôn Phú Thị Đông, đội 8 của thôn Hồ Xá Nam; đội 8, đội 9, đội 10 của thôn Hồ Xá Bắc, đội 11 của thôn Phú Thị Tây thuộc xã Vĩnh Nam vào thị trấn Vĩnh Linh (nay là thị trấn Hồ Xá).
Sau khi điều chỉnh địa giới hành chính, xã Vĩnh Nam còn lại 1.025 ha diện tích tự nhiên và 3.736 người.
Trước khi sáp nhập, xã Vĩnh Trung có diện tích 13,70 km², dân số là 2.504 người, mật độ dân số đạt 183 người/km², có 3 làng: Huỳnh Công Đông, Thủy Trung, Mỹ Hội. Xã Vĩnh Nam có diện tích 9,35 km², dân số là 3.248 người, mật độ dân số đạt 347 người/km², có 3 làng: Nam Phú, Nam Hùng, Nam Cường.
Ngày 17 tháng 12 năm 2019, Ủy ban Thường vụ Quốc hội ban hành Nghị quyết 832/NQ-UBTVQH14 về việc sắp xếp các đơn vị hành chính cấp xã thuộc tỉnh Quảng Trị (nghị quyết có hiệu lực từ ngày 1 tháng 1 năm 2020). Theo đó, sáp nhập toàn bộ diện tích và dân số của hai xã Vĩnh Trung và Vĩnh Nam thành xã Trung Nam.